# Ergebnisse der Wahlen zum UN-Menschenrechtsrat
Seit der Gründung des UN-Menschenrechtsrates im Jahr 2006 wird jedes Jahr ein Teil der Ratsmitglieder von der UN-Generalversammlung gewählt.
Dabei sind die 47 Sitze auf fünf Regionen verteilt: Je 13 Sitze für Afrika und Asien, 6 für Osteuropa, 8 für Lateinamerika und die Karibik und 7 für Westeuropa und die restlichen Staaten. Bei der ersten Wahl wurden die Staaten für ein, zwei oder drei Jahre gewählt, sodass in jährlichem Rhythmus rund ein Drittel der Mitglieder neu gewählt werden kann. Um gewählt werden zu können, muss ein Staat vor der Wahl eine offizielle Erklärung zur Kandidatur abgeben und anschließend bei der Wahl die Mehrheit der abgegebenen Stimmen auf sich vereinigen. Bei den ersten drei Wahlen wurden einige Stimmen für Länder abgegeben, die keine Kandidatur offiziell erklärt hatten; nachfolgend inoffizielle Kandidaten genannt. Mitglieder dürfen einmal direkt wiedergewählt werden, sonst nur nach einer Zeit der Abwesenheit im Rat.
Die Ergebnisse der Wahlen zum UN-Menschenrechtsrat, getrennt nach den Regionen, werden wie folgt dargestellt:
1. eine Übersicht, wie viele Sitze neu zu besetzen sind, die Anzahl der offiziellen Kandidaten und die der inoffiziellen Kandidaten
2. die Kandidaten mit den erzielten Wahlergebnissen und einem Hinweis auf (direkte) Wiederwahl und Anzahl der Wahlgänge.

Karte der Regionalgruppen:
Afrika
Asien
Osteuropa
Lateinamerika und Karibik
Westeuropa und restliche Staaten
UN-Mitglied, in keiner Gruppe
kein UN-Mitglied oder kein Territorium eines Mitgliedes

## Erste Wahl am 9. Mai 2006
Am 9. Mai 2006 wurden auf der 60. Sitzung der UN-Generalversammlung die Mitglieder des UN-Menschenrechtsrates gewählt. Bis auf die Region Afrika, gab es in jeder Region mehr Kandidaten als Sitze. Während der Wahl wurden für Länder Stimmen abgegeben, die nicht auf den offiziellen Kandidatenlisten standen.

### Region Afrika
| Sitze | offizielle Kandidaten | inoffizielle Kandidaten |
| ----- | --------------------- | ----------------------- |
| 13    | 13                    | 4                       |

| 1 Jahr    | 1 Jahr | 2 Jahre | 2 Jahre | 3 Jahre   | 3 Jahre |
| --------- | ------ | ------- | ------- | --------- | ------- |
| Algerien  | 168    | Gabun   | 175     | Dschibuti | 172     |
| Marokko   | 178    | Ghana   | 183     | Kamerun   | 171     |
| Südafrika | 179    | Mali    | 178     | Mauritius | 178     |
| Tunesien  | 171    | Sambia  | 182     | Nigeria   | 169     |
|           |        |         |         | Senegal   | 181     |

- Inoffizielle Kandidaten
  -  Ägypten – 1 Stimme
  -  Kenia – 9 Stimmen
  -  Madagaskar – 1 Stimme
  -  Tansania – 1 Stimme

### Region Asien
| Sitze | offizielle Kandidaten | inoffizielle Kandidaten |
| ----- | --------------------- | ----------------------- |
| 13    | 18                    | 2                       |

| 1 Jahr      | 1 Jahr | 2 Jahre   | 2 Jahre | 3 Jahre             | 3 Jahre | nicht gewählt | nicht gewählt |
| ----------- | ------ | --------- | ------- | ------------------- | ------- | ------------- | ------------- |
| Bahrain     | 134    | Japan     | 158     | Bangladesch         | 160     | Irak          | 52            |
| Indien      | 173    | Pakistan  | 149     | Volksrepublik China | 146     | Iran          | 58            |
| Indonesien  | 165    | Sri Lanka | 123     | Jordanien           | 137     | Kirgisistan   | 88            |
| Philippinen | 136    | Südkorea  | 148     | Malaysia            | 158     | Libanon       | 112           |
|             |        |           |         | Saudi-Arabien       | 126     | Thailand      | 120           |

- Inoffizielle Kandidaten
  -  Malediven – 1 Stimme
  -  Katar – 1 Stimme

### Region Osteuropa
| Sitze | offizielle Kandidaten | inoffizielle Kandidaten |
| ----- | --------------------- | ----------------------- |
| 6     | 13                    | 1                       |

| 1 Jahr     | 1 Jahr       | 2 Jahre  | 2 Jahre      | 3 Jahre       | 3 Jahre  | nicht gewählt | nicht gewählt |
| ---------- | ------------ | -------- | ------------ | ------------- | -------- | ------------- | ------------- |
| Polen      | 108          | Rumänien | 89 / 95 / 98 | Aserbaidschan | 95 / 103 | Albanien      | 31            |
| Tschechien | 105          | Ukraine  | 91 / 109     | Russland      | 137      | Armenien      | 70            |
|            |              |          |              |               |          | Georgien      | 35            |
| Lettland   | 50           |          |              |               |          |               |               |
| Litauen    | 92 / 86      |          |              |               |          |               |               |
| Slowenien  | 91 / 88 / 80 |          |              |               |          |               |               |
| Ungarn     | 79 / 48      |          |              |               |          |               |               |

- Inoffizielle Kandidaten
  -  Serbien und Montenegro – 1 Stimme

### Region Karibik und Lateinamerika
| Sitze | offizielle Kandidaten | inoffizielle Kandidaten |
| ----- | --------------------- | ----------------------- |
| 8     | 10                    | 3                       |

| 1 Jahr      | 1 Jahr | 2 Jahre   | 2 Jahre | 3 Jahre | 3 Jahre | nicht gewählt | nicht gewählt |
| ----------- | ------ | --------- | ------- | ------- | ------- | ------------- | ------------- |
| Argentinien | 158    | Brasilien | 165     | Kuba    | 135     | Nicaragua     | 119           |
| Ecuador     | 128    | Guatemala | 142     | Mexiko  | 154     | Venezuela     | 101           |
|             |        | Peru      | 145     | Uruguay | 142     |               |               |

- Inoffizielle Kandidaten
  -  Costa Rica – 6 Stimmen
  -  Honduras – 3 Stimmen
  -  Kolumbien – 1 Stimme

### Region Westeuropa und restliche Staaten
| Sitze | offizielle Kandidaten | inoffizielle Kandidaten |
| ----- | --------------------- | ----------------------- |
| 7     | 9                     | 1                       |

| 1 Jahr      | 1 Jahr | 2 Jahre                | 2 Jahre | 3 Jahre     | 3 Jahre | nicht gewählt | nicht gewählt |
| ----------- | ------ | ---------------------- | ------- | ----------- | ------- | ------------- | ------------- |
| Finnland    | 133    | Frankreich             | 150     | Deutschland | 154     | Griechenland  | 117           |
| Niederlande | 137    | Vereinigtes Königreich | 148     | Kanada      | 130     | Portugal      | 122           |
|             |        |                        |         | Schweiz     | 140     |               |               |

- Inoffizielle Kandidaten
  -  Spanien – 1 Stimme

## Zweite Wahl am 17. Mai 2007
Am 17. Mai 2007 wurden während der 61. Session der UN-Generalversammlung die Nachfolger der Staaten gewählt, deren einjährige Mitgliedschaft ablief. Die Gewählten verbleiben für drei Jahre im Rat. Für die Regionen Afrika und Asien wurden vier neue Mitglieder bestimmt, für die anderen drei Regionen jeweils zwei. In den Regionen Osteuropa und Westeuropa und restliche Staaten gab es einen zweiten Wahlgang. Wie schon bei der ersten Wahl wurden wieder Stimmen für Staaten abgegeben, die nicht auf der offiziellen Kandidatenliste standen.

### Region Afrika
| Sitze | offizielle Kandidaten | inoffizielle Kandidaten |
| ----- | --------------------- | ----------------------- |
| 4     | 4                     | 2                       |

- Offizielle Kandidaten
  -  Ägypten – 168 Stimmen
  -  Angola – 172 Stimmen
  -  Madagaskar – 182 Stimmen
  -  Südafrika – 175 Stimmen, direkte Wiederwahl
- Inoffizielle Kandidaten
  -  Marokko – 1 Stimme
  -  Tunesien – 1 Stimme

### Region Asien
| Sitze | offizielle Kandidaten | inoffizielle Kandidaten |
| ----- | --------------------- | ----------------------- |
| 4     | 4                     | 2                       |

- Offizielle Kandidaten
  -  Indien – 185 Stimmen, direkte Wiederwahl
  -  Indonesien – 182 Stimmen, direkte Wiederwahl
  -  Katar – 170 Stimmen
  -  Philippinen – 179 Stimmen, direkte Wiederwahl
- Inoffizielle Kandidaten
  -  Bahrain – 1 Stimme
  -  Osttimor – 1 Stimme

### Region Osteuropa
| Sitze | offizielle Kandidaten | inoffizielle Kandidaten |
| ----- | --------------------- | ----------------------- |
| 2     | 3                     | keine                   |

- Offizielle Kandidaten
  -  Bosnien und Herzegowina – 95 / 112 Stimmen, gewählt im zweiten Wahlgang
  -  Slowenien – 168 Stimmen, gewählt
  -  Belarus – 78 / 72 Stimmen
- Inoffizielle Kandidaten
  - keine

### Region Karibik und Lateinamerika
| Sitze | offizielle Kandidaten | inoffizielle Kandidaten |
| ----- | --------------------- | ----------------------- |
| 2     | 2                     | 5                       |

- Offizielle Kandidaten
  -  Bolivien – 169 Stimmen
  -  Nicaragua – 174 Stimmen
- Inoffizielle Kandidaten
  -  Belize – 1 Stimme
  -  Chile – 1 Stimme
  -  Costa Rica – 1 Stimme
  -  Honduras – 2 Stimmen
  -  Paraguay – 2 Stimmen

### Region Westeuropa und restliche Staaten
| Sitze | offizielle Kandidaten | inoffizielle Kandidaten |
| ----- | --------------------- | ----------------------- |
| 2     | 3                     | 3                       |

- Offizielle Kandidaten
  -  Dänemark – 114 / 86 Stimmen
  -  Italien – 114 / 101 Stimmen, gewählt im zweiten Wahlgang
  -  Niederlande – 121 Stimmen, direkte Wiederwahl
- Inoffizielle Kandidaten
  -  Griechenland – 1 Stimme
  -  Österreich – 1 Stimme
  -  Portugal – 1 Stimme

## Dritte Wahl am 21. Mai 2008
Während der 62. Session wurden am 21. Mai 2008 die Nachfolger der 2-Jahres-Mitglieder gewählt. Wie schon bei den vorhergehenden Wahlen bekamen wieder Staaten Stimmen, die nicht auf der Liste der offiziellen Kandidaten standen.

### Region Afrika
| Sitze | offizielle Kandidaten | inoffizielle Kandidaten |
| ----- | --------------------- | ----------------------- |
| 4     | 4                     | 4                       |

- Offizielle Kandidaten
  -  Burkina Faso – 180 Stimmen
  -  Gabun – 178 Stimmen, direkte Wiederwahl
  -  Ghana – 181 Stimmen, direkte Wiederwahl
  -  Sambia – 182 Stimmen, direkte Wiederwahl
- Inoffizielle Kandidaten
  -  Benin – 1 Stimme
  -  Gambia – 1 Stimme
  -  Kenia – 2 Stimmen
  -  Mali – 2 Stimmen

### Region Asien
| Sitze | offizielle Kandidaten | inoffizielle Kandidaten |
| ----- | --------------------- | ----------------------- |
| 4     | 6                     | keine                   |

- Offizielle Kandidaten
  -  Bahrain – 142 Stimmen, Wiederwahl
  -  Japan – 155 Stimmen, direkte Wiederwahl
  -  Osttimor – 92 Stimmen
  -  Pakistan – 114 Stimmen, direkte Wiederwahl
  -  Südkorea – 139 Stimmen, direkte Wiederwahl
  -  Sri Lanka – 101 Stimmen

### Region Osteuropa
| Sitze | offizielle Kandidaten | inoffizielle Kandidaten |
| ----- | --------------------- | ----------------------- |
| 2     | 3                     | 1                       |

- Offizielle Kandidaten
  -  Serbien – 93 Stimmen
  -  Slowakei – 135 Stimmen, gewählt
  -  Ukraine – 125 Stimmen, direkte Wiederwahl
- Inoffizielle Kandidaten
  -  Tschechien – 9 Stimmen

### Region Karibik und Lateinamerika
| Sitze | offizielle Kandidaten | inoffizielle Kandidaten |
| ----- | --------------------- | ----------------------- |
| 3     | 3                     | 2                       |

- Offizielle Kandidaten
  -  Argentinien – 172 Stimmen, Wahl nach einem Jahr Pause
  -  Brasilien – 175 Stimmen, direkte Wiederwahl
  -  Chile – 176 Stimmen
- Inoffizielle Kandidaten
  -  Ecuador – 1 Stimme
  -  Venezuela – 1 Stimme

### Region Westeuropa und restliche Staaten
| Sitze | offizielle Kandidaten | inoffizielle Kandidaten |
| ----- | --------------------- | ----------------------- |
| 2     | 3                     | keine                   |

- Offizielle Kandidaten
  -  Frankreich – 120 Stimmen, direkte Wiederwahl
  -  Spanien – 119 Stimmen
  -  Vereinigtes Königreich – 120 Stimmen, direkte Wiederwahl

## Vierte Wahl am 12. Mai 2009
Während der 63. Session wurden am 12. Mai 2009 die Nachfolger der ersten 3-Jahres-Mitglieder gewählt. Auch bei der vierten Wahl haben wieder Länder Stimmen bekommen, die nicht auf der Liste der offiziellen Kandidaten standen.

### Region Afrika
| Sitze | offizielle Kandidaten | inoffizielle Kandidaten |
| ----- | --------------------- | ----------------------- |
| 5     | 6                     | keine                   |

- Offizielle Kandidaten
  -  Dschibuti – 141 Stimmen, direkte Wiederwahl
  -  Kamerun – 142 Stimmen, direkte Wiederwahl
  -  Kenia – 133 Stimmen
  -  Mauritius – 162 Stimmen, direkte Wiederwahl
  -  Nigeria – 148 Stimmen, direkte Wiederwahl
  -  Senegal – 165 Stimmen, direkte Wiederwahl

### Region Asien
| Sitze | offizielle Kandidaten | inoffizielle Kandidaten |
| ----- | --------------------- | ----------------------- |
| 5     | 5                     | 1                       |

- Offizielle Kandidaten
  -  Bangladesch – 171 Stimmen, direkte Wiederwahl
  -  Volksrepublik China – 167 Stimmen, direkte Wiederwahl
  -  Jordanien – 178 Stimmen, direkte Wiederwahl
  -  Kirgisistan – 174 Stimmen
  -  Saudi-Arabien – 154 Stimmen, direkte Wiederwahl
- Inoffizielle Kandidaten
  -  Malaysia – 2 Stimmen

### Region Osteuropa
| Sitze | offizielle Kandidaten | inoffizielle Kandidaten |
| ----- | --------------------- | ----------------------- |
| 2     | 3                     | keine                   |

- Offizielle Kandidaten
  -  Aserbaidschan – 81 Stimmen
  -  Russland – 146 Stimmen, direkte Wiederwahl
  -  Ungarn – 131 Stimmen

### Region Karibik und Lateinamerika
| Sitze | offizielle Kandidaten | inoffizielle Kandidaten |
| ----- | --------------------- | ----------------------- |
| 3     | 3                     | keine                   |

- Offizielle Kandidaten
  -  Kuba – 163 Stimmen, direkte Wiederwahl
  -  Mexiko – 175 Stimmen, direkte Wiederwahl
  -  Uruguay – 173 Stimmen, direkte Wiederwahl

### Region Westeuropa und restliche Staaten
| Sitze | offizielle Kandidaten | inoffizielle Kandidaten |
| ----- | --------------------- | ----------------------- |
| 3     | 3                     | 3                       |

- Offizielle Kandidaten
  -  Belgien – 177 Stimmen
  -  Norwegen – 179 Stimmen
  -  Vereinigte Staaten – 167 Stimmen
- Inoffizielle Kandidaten
  -  Griechenland – 1 Stimme
  -  Neuseeland – 1 Stimme
  -  Schweiz – 2 Stimmen

## Fünfte Wahl am 13. Mai 2010
Während der 64. Session wurden am 13. Mai 2010 die Nachfolger der zweiten 3-Jahres-Mitglieder gewählt. Bei dieser Wahl hat nur ein Land Stimmen bekommen, das nicht auf der Liste der offiziellen Kandidaten stand.

### Region Afrika
| Sitze | offizielle Kandidaten | inoffizielle Kandidaten |
| ----- | --------------------- | ----------------------- |
| 4     | 4                     | keine                   |

- Offizielle Kandidaten
  -  Angola – 170 Stimmen, direkte Wiederwahl
  -  Libyen – 155 Stimmen
  -  Mauretanien – 167 Stimmen
  -  Uganda – 164 Stimmen

### Region Asien
| Sitze | offizielle Kandidaten | inoffizielle Kandidaten |
| ----- | --------------------- | ----------------------- |
| 4     | 4                     | keine                   |

- Offizielle Kandidaten
  -  Katar – 177 Stimmen, direkte Wiederwahl
  -  Malaysia – 179 Stimmen, Wiederwahl
  -  Malediven – 185 Stimmen
  -  Thailand – 182 Stimmen

### Region Osteuropa
| Sitze | offizielle Kandidaten | inoffizielle Kandidaten |
| ----- | --------------------- | ----------------------- |
| 2     | 2                     | keine                   |

- Offizielle Kandidaten
  -  Moldau – 175 Stimmen
  -  Polen – 171 Stimmen, Wiederwahl

### Region Karibik und Lateinamerika
| Sitze | offizielle Kandidaten | inoffizielle Kandidaten |
| ----- | --------------------- | ----------------------- |
| 2     | 2                     | 1                       |

- Offizielle Kandidaten
  -  Ecuador – 180 Stimmen, Wiederwahl
  -  Guatemala – 180 Stimmen, Wiederwahl
- Inoffizielle Kandidaten
  -  Peru – 1 Stimme

### Region Westeuropa und restliche Staaten
| Sitze | offizielle Kandidaten | inoffizielle Kandidaten |
| ----- | --------------------- | ----------------------- |
| 2     | 2                     | keine                   |

- Offizielle Kandidaten
  -  Schweiz – 175 Stimmen, Wiederwahl
  -  Spanien – 177 Stimmen

## Sechste Wahl am 20. Mai 2011
Während der 65. Session werden am 20. Mai 2011 die Nachfolger der dritten 3-Jahres-Mitglieder gewählt.
Nachfolgend die Kandidaten, Stand April 2011:

### Region Afrika
| Sitze | offizielle Kandidaten | inoffizielle Kandidaten |
| ----- | --------------------- | ----------------------- |
| 4     | 4                     |                         |

- Offizielle Kandidaten
  -  Benin
  -  Botswana
  -  Burkina Faso, direkte Wiederwahl
  -  Republik Kongo

### Region Asien
| Sitze | offizielle Kandidaten | inoffizielle Kandidaten |
| ----- | --------------------- | ----------------------- |
| 4     | 4                     |                         |

- Offizielle Kandidaten
  -  Indien, zweite Wiederwahl
  -  Indonesien, zweite Wiederwahl
  -  Philippinen, zweite Wiederwahl
  -  Syrien

### Region Osteuropa
| Sitze | offizielle Kandidaten | inoffizielle Kandidaten |
| ----- | --------------------- | ----------------------- |
| 2     | 3                     |                         |

- Offizielle Kandidaten
  -  Georgien
  -  Rumänien
  -  Tschechien

### Region Karibik und Lateinamerika
| Sitze | offizielle Kandidaten | inoffizielle Kandidaten |
| ----- | --------------------- | ----------------------- |
| 3     | 4                     |                         |

- Offizielle Kandidaten
  -  Chile
  -  Costa Rica
  -  Nicaragua
  -  Peru

### Region Westeuropa und restliche Staaten
| Sitze | offizielle Kandidaten | inoffizielle Kandidaten |
| ----- | --------------------- | ----------------------- |
| 2     | 2                     |                         |

- Offizielle Kandidaten
  -  Italien
  -  Österreich

## Siebte Wahl am 12. November 2012
Ab 2013 gilt das Mandat der gewählten Mitglieder jeweils ab dem 1. Januar.

## Achte Wahl am 12. November 2013
Während der 68. Session wurden am 12. November 2013 die Nachfolger ab 1. Januar 2014 gewählt.
Nachfolgend die Ergebnisse:

### Region Afrika
| Sitze | offizielle Kandidaten | inoffizielle Kandidaten |
| ----- | --------------------- | ----------------------- |
| 4     | 5                     | 1                       |

- Offizielle Kandidaten
  -  Südafrika – 169 Stimmen, Wiederwahl
  -  Algerien – 164 Stimmen, Wiederwahl
  -  Marokko – 163 Stimmen, Wiederwahl
  -  Namibia – 150 Stimmen
  -  Südsudan – 89 Stimmen

- Inoffizielle Kandidaten
  -  Tunesien – 2 Stimme

### Region Asien
| Sitze | offizielle Kandidaten | inoffizielle Kandidaten |
| ----- | --------------------- | ----------------------- |
| 4     | 4                     | 4                       |

- Offizielle Kandidaten
  -  Vietnam – 184 Stimmen
  -  Volksrepublik China – 176 Stimmen, Wiederwahl
  -  Malediven – 164 Stimmen, direkte Wiederwahl
  -  Saudi-Arabien – 140 Stimmen, Wiederwahl

- Inoffizielle Kandidaten
  -  Jordanien – 16 Stimme
  -  Iran – 1 Stimme
  -  Singapur – 1 Stimme
  -  Thailand – 1 Stimme

### Region Osteuropa
| Sitze | offizielle Kandidaten | inoffizielle Kandidaten |
| ----- | --------------------- | ----------------------- |
| 2     | 2                     | 2                       |

- Offizielle Kandidaten
  -  Mazedonien – 177 Stimmen, Wiederwahl
  -  Russland – 176 Stimmen, Wiederwahl

- Inoffizielle Kandidaten
  -  Slowakei – 1 Stimme
  -  Litauen – 1 Stimme

### Region Karibik und Lateinamerika
| Sitze | offizielle Kandidaten | inoffizielle Kandidaten |
| ----- | --------------------- | ----------------------- |
| 2     | 3                     | keine                   |

- Offizielle Kandidaten
  -  Kuba – 148 Stimmen, Wiederwahl
  -  Mexiko – 135 Stimmen, Wiederwahl
  -  Uruguay – 93 Stimmen

### Region Westeuropa und restliche Staaten
| Sitze | offizielle Kandidaten | inoffizielle Kandidaten |
| ----- | --------------------- | ----------------------- |
| 2     | 2                     | 5                       |

- Offizielle Kandidaten
  -  Frankreich – 175 Stimmen, Wiederwahl
  -  Vereinigtes Königreich – 171 Stimmen, Wiederwahl

- Inoffizielle Kandidaten
  -  Andorra – 1 Stimme
  -  Griechenland – 1 Stimme
  -  Luxemburg – 1 Stimme
  -  Portugal – 1 Stimme
  -  San Marino – 1 Stimme

## Belege

### 1. Wahl
- Ergebnis der Wahl vom 9. Mai 2006 (englisch)
- Presseerklärung mit allen Ergebnissen 2006 (auch nicht gewählte) (englisch)

### 2. Wahl
- Ergebnis der Wahl vom 17. Mai 2007 (englisch)
- Presseerklärung mit allen Ergebnissen 2007 (auch nicht gewählte) (englisch)

### 3. Wahl
- Ergebnis der Wahl vom 21. Mai 2008 (englisch)
- Presseerklärung mit allen Ergebnissen 2008 (auch nicht gewählte) (englisch)

### 4. Wahl
- Ergebnis der Wahl vom 12. Mai 2009 (englisch)
- Presseerklärung mit allen Ergebnissen 2009 (auch nicht gewählte) (englisch)

### 5. Wahl
- Ergebnis der Wahl vom 13. Mai 2010 (englisch)
- Presseerklärung mit allen Ergebnissen 2010 (auch nicht gewählte) (englisch)

### 6. Wahl
- Ergebnis der Wahl vom 20. Mai 2011
- Presseerklärung mit allen Ergebnissen 2011 (auch nicht gewählte) (englisch)

### 7. Wahl
- Ergebnis der Wahl vom 12. November 2012
- Presseerklärung mit allen Ergebnissen 2012 (auch nicht gewählte) (englisch)

### 8. Wahl
- Ergebnis der Wahl vom 12. November 2013
- Presseerklärung mit allen Ergebnissen 2013 (auch nicht gewählte) (englisch)

### 9. Wahl
- Ergebnis der Wahl vom 11. Oktober 2014